# The Denots Crew

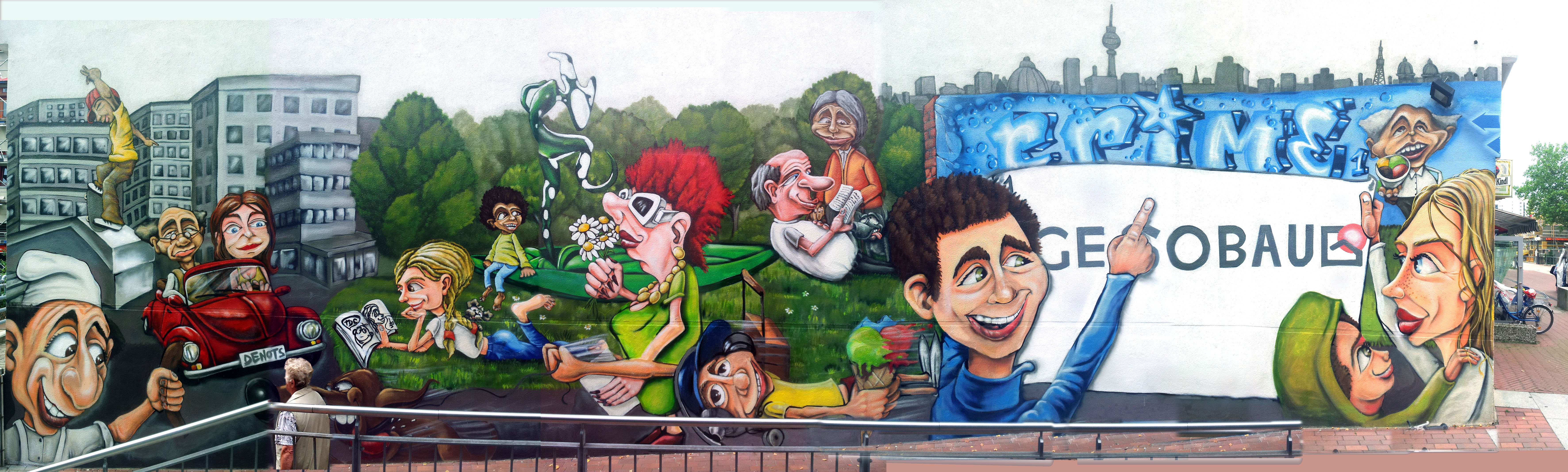
Mural – Crime & Lake, Street Art 2012

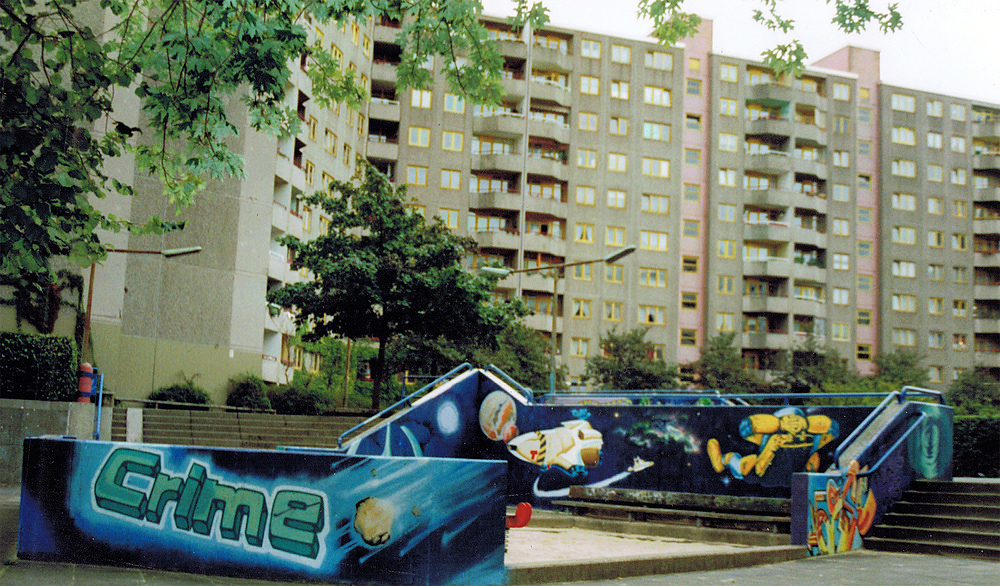
Mural Street Art by Crime 1997

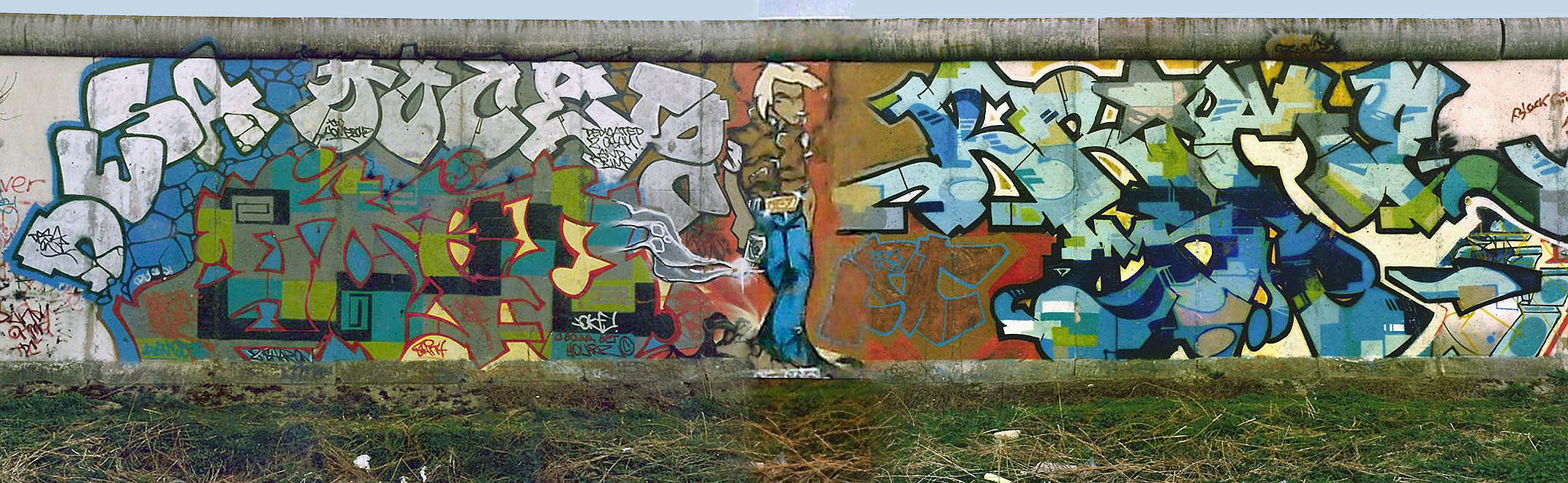
Denots Crew – Berliner Mauer Graffiti, 1988

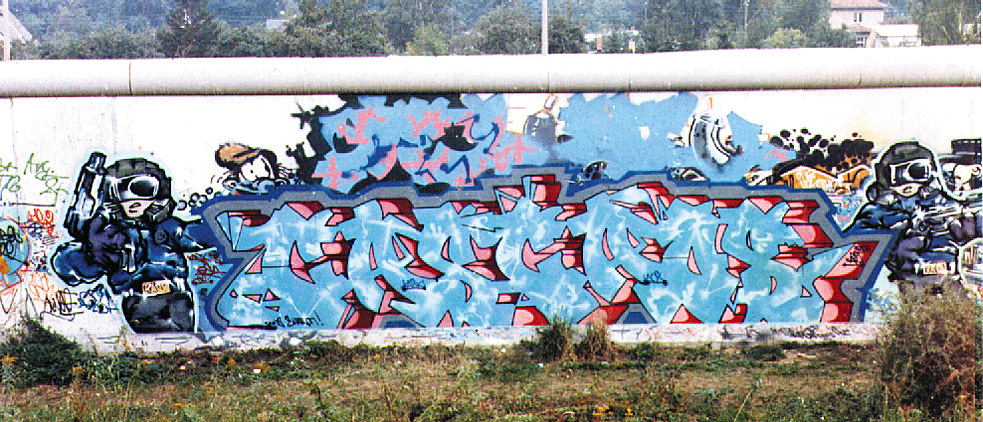
CASCAOS – Denots Crew – Berliner Mauer Graffiti, 1987

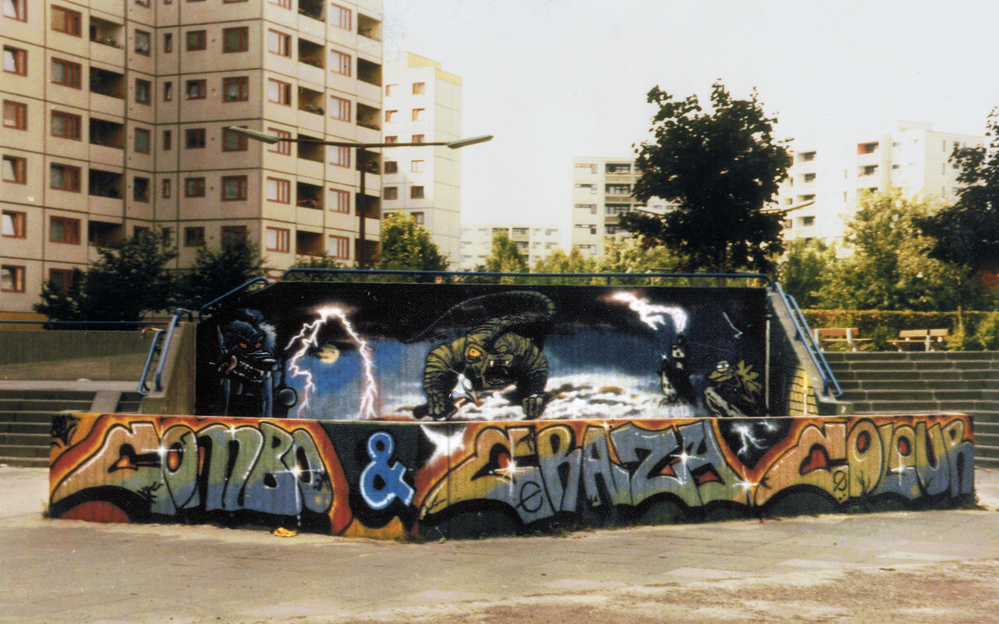
Denots Crew Mural 1986

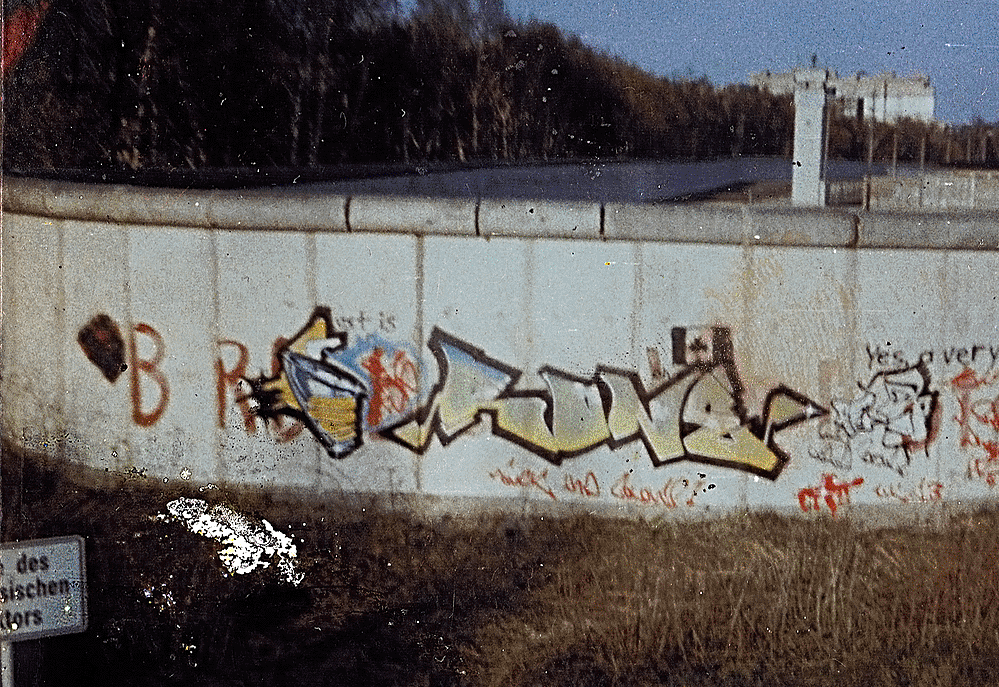
Rone Denots Crew – Berliner Mauer Graffiti, 1985

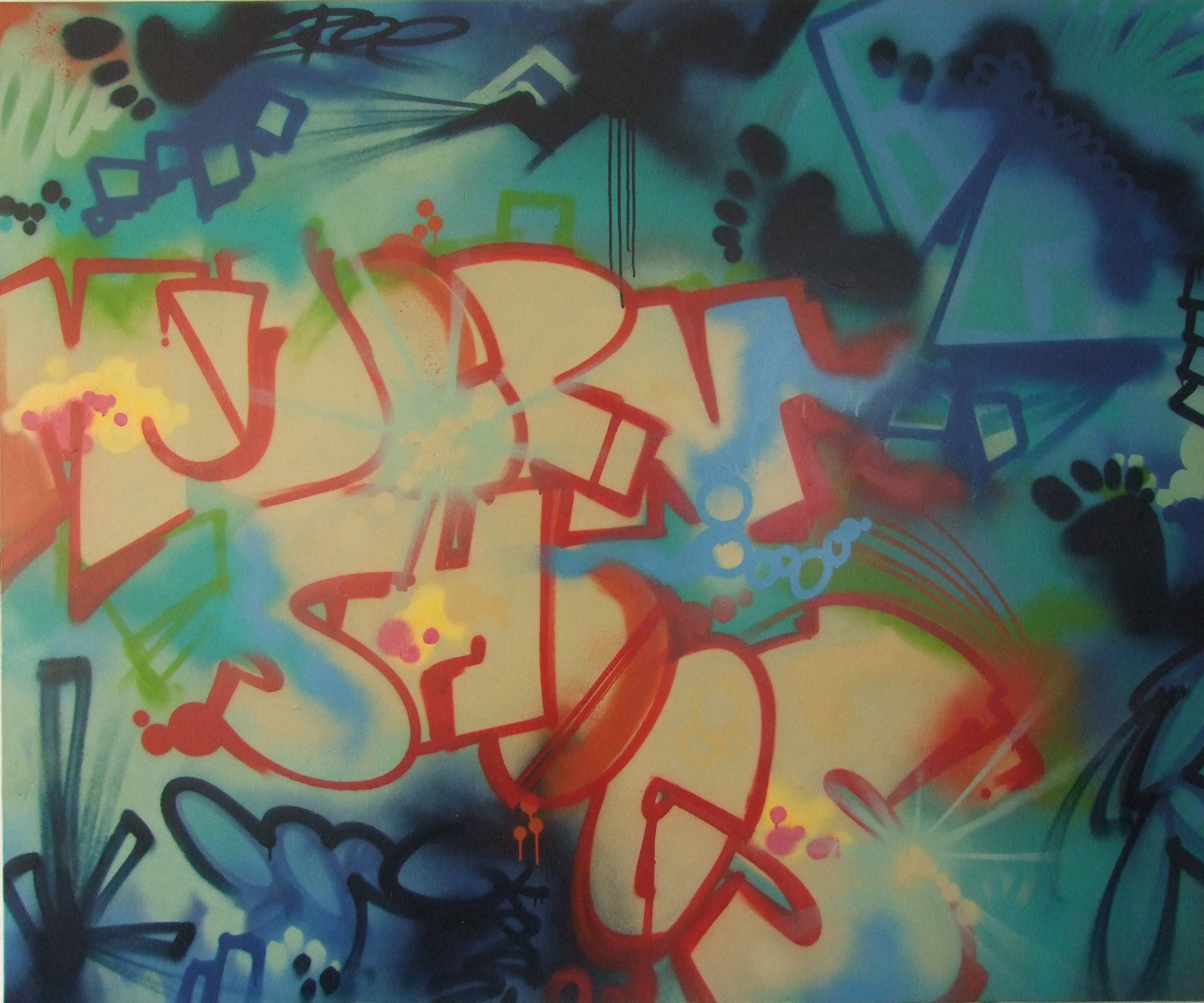
Kaos – Kunstmeile Kurfürstendamm, 1988

The Denots Crew (TDC) ist eine Gruppe verschiedener Künstler, Musiker und Tänzer, die Anfang der 1980er Jahre aus dem Märkischen Viertel heraus die Anfänge der Berliner Hip-Hop- und Graffiti-Szene beeinflusst und verändert hat. Die Denots Crew entstand aus vier Splittergruppen:
- Graffiti – Writergruppe: The Unknown 3 (Deza aka Combo, Crime und Crazy Colour, ab 1985 noch Rebel und 1987 Kaos)
- der Deutsch-Rap-Band „TDC“
- der Punk-Rock-Band „Razzia“
- der Kudamm-Breakdance-Gruppe

Diese vier Gruppen und deren Freunde bewegten sich jeweils in unterschiedlichen Stilrichtungen, durch die gemeinsame Affinität zum Skateboarden lernten sie sich kennen und vereinten sich zur Denots Crew.

## Anfänge
Als Anfang der 80er Jahre im Westteil der Stadt Berlin noch jeglicher Bezug zu dem aus Amerika stammenden Hip-Hop fehlte, begann TDC mit ihrer Breaking-Gruppe, am Berliner Kudamm diese damals in Deutschland neu und relativ unbekannte Stilrichtung in Berlin zu integrieren. Die Stilrichtung wurde sehr schnell von der Jugend aufgegriffen und ist heute an jeder Straßenecke erkennbar.

## Entstehung
Die Hochhaussiedlung Märkisches Viertel brachte aufgrund ihrer dezentralen Lage und stadtähnlichen Infrastruktur im Norden Berlins jugendliche Randgruppen zusammen, die gemeinsam die Denots Crew bildeten.
Durch die Denots Crew entstanden im Laufe der Jahre bis zum Fall der Mauer 1990 Kunstwerke, Musikveröffentlichungen und Konzertauftritte.
Weitere Veröffentlichungen entstanden durch Zusammenarbeit mit anderen Berliner Musikern wie O-Jay und Quickmix von der Alliance, Konzertauftritte mit der Imperial Nation Berlin.
Im Bereich streetart entstanden auch die ersten Graffiti-Werke an der Berliner Mauer, welche von den Medien teils starkes Interesse und Beachtung fanden.
Weitere Kunstobjekte am Bau entstanden durch die Zusammenarbeit mit der Gesobau von 1986 bis heute.

## Künstler
- Gründungsmitglieder: Crime, Crazy Colour, Rebel MC, Kaos, Deza, DJ Nitroe, Lady Zue, Razia
- GSC: Amen, Joker, Bice

## Gegenwart
Seit 1990 sind die meisten Mitglieder in diversen sozialen, kommerziellen und künstlerischen Projekten weltweit aktiv. Denots Crew erstellt konzeptionelle Murals an Häuserfassaden, organisiert Street Art Events und produziert junge Musiker in der Plattenschmiede Jolly Jam von DJ Kaos. Viele der Kunstwerke der Denots Crew (TDC) sind noch heute unbeschädigt und weltweit begehbar. Dazu gehören in Berlin: die Spielplatzanlagen in der Quickborner Straße, das alte Waschhaus am Senftenberger Ring und die 4 Jahreszeiten am Dannenwalder Weg. International u. a.: Berliner Mauerkunst produziert mit Patrice Lux, Ronald Reagan Presidential Library in Simi Valley, Kalifornien, 2004 Art by Kaos (bürgerlich: Dennis Kaun) und im Bedok Reservoir Park in Singapur 2010.
Im Jahre 2013 zeigte sich Thomas Panter a.k.a. Crime u. a. verantwortlich als Veranstalter der Gesamtberliner Urbane-Kunst-Eventreihe „30. Anniversary of European Graffiti History“, die auf dem Berliner Teufelsberg (ehem. NSA-Abhörstation) stattfand. Heute wird die Denots Crew im Allgemeinen als Wegbereiter der modernen, Gesamtberliner Hip-Hop-Szene genannt.